# Atherigona griseiventris
Atherigona griseiventris este o specie de muște din genul Atherigona, familia Muscidae, descrisă de Fritz Isidore van Emden în anul 1940. Conform Catalogue of Life specia Atherigona griseiventris nu are subspecii cunoscute.